# William Edwin Brooks

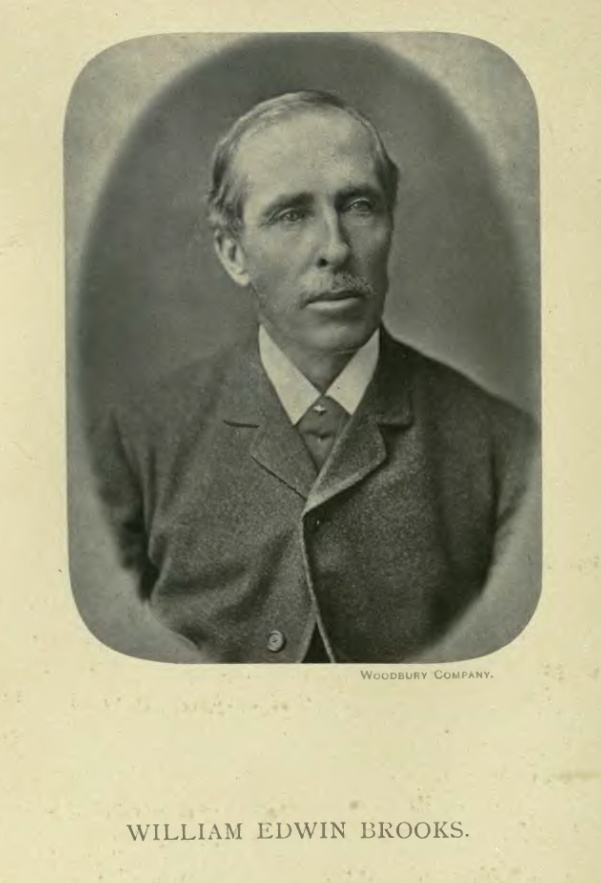
William Edwin Brooks (1890)

William Edwin Brooks (* 30. Juli 1828 bei Dublin, Irland; † 18. Januar 1899 in Mount Forest, Kanada) war ein irischer Ornithologe und in Indien tätiger Bauingenieur. In den Jahren 1856 bis 1881 arbeitete er als Ingenieur für Bahnen in Indien. Er korrespondierte mit  Allan Octavian Hume (meistens in Indien), Thomas C. Jerdon und Robert Christopher Tytler. Sein dritter Sohn war der Ornithologe und Vogelkünstler Allan Brooks (1869–1946), der nach Hume benannt wurde. 
Nach seiner Arbeit in Indien ließ er sich in der kanadischen Provinz Ontario nieder. Brooks war Ehrenmitglied der britischen Vogel Union. Seine große Sammlung seiner Vogelproben sind im British Museum und teilweise auch in Indien zu finden. 1887 zog seine Familie von Milton nach British Columbia.
Brooks wird für seine wertvollen Bewunderungen und Hinweise zu den Lautäußerungen von Grasmückenartigen bewundert. Er war einer der ersten, der behauptete, dass jede Grasmücke einen unverwechselbaren Ruf hat. Der Brookslaubsänger (Phylloscopus subviridis) ist nach ihm benannt. Weiterhin war er der Erstbeschreiber vieler anderer Laubsänger. Während der 1870er und 1880er schrieb er zahlreiche Bücher. 

## Publikationen (Auswahl)
- Brooks, WE (1871): Notes on the ornithology of Cashmir. Proc. Asiatic Soc. Bengal.
- Brooks, WE (1872): The swans of India.  Proc. Asiatic Soc. Bengal 187 (2).
- Brooks, WE (1984): A few observations on some species of Phylloscopus. Ibis 6 (22).